# کاویل
کاویل (به اسپانیایی: Cáhuil) یک منطقهٔ مسکونی در شیلی است که در پیچیلمو واقع شده‌است.